# Cucullati

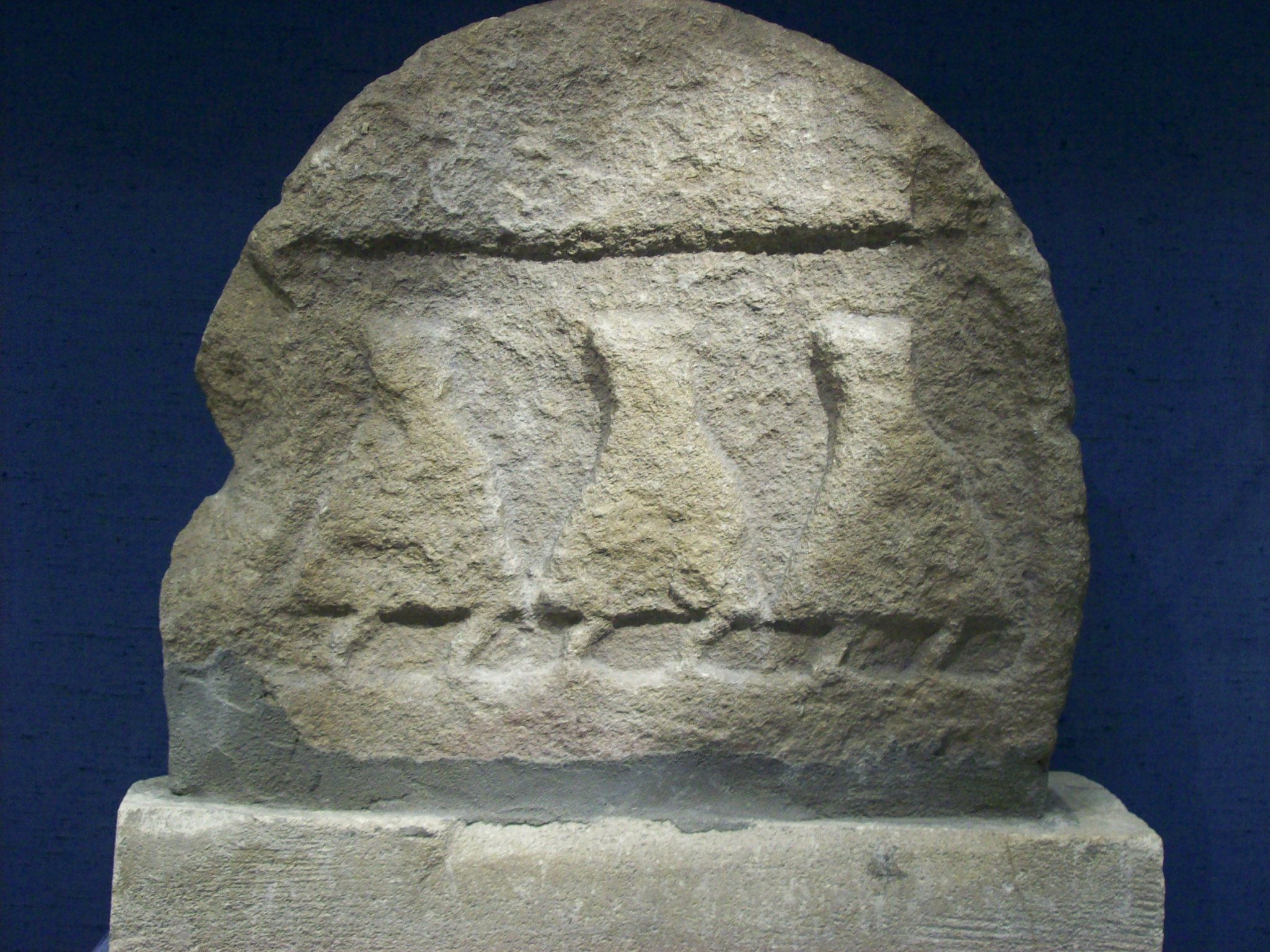
Kroczące cucullati – płaskorzeźba z Corinium (muzeum w Cirencester)

Cucullati (Genii cucullati) – karłowate bóstwa opiekuńcze pochodzenia celtyckiego czczone w północnych prowincjach rzymskich, zwłaszcza w Brytanii.
Znane na ogół w liczbie mnogiej i niemające własnego imienia – zwykle występowały potrójnie, przedstawiane zbiorowo jako drobne zakapturzone postacie, w schematycznym ujęciu pozbawione rysów osobistych i innych cech indywidualnych. Ich nazwa jest pochodną charakterystycznego ubioru – galijskiego krótkiego płaszcza sagum z kapturem (cucullus). Określenie ich jako „genii cucullati” występuje głównie na niektórych inskrypcjach europejskich.

## Pochodzenie
Powszechnie uznaje się, że te bezimienne bóstwa mają celtycki rodowód, co wynikałoby także z ich rozprzestrzenienia geograficznego. Wygląd i sposób przedstawiania kojarzy je z Telesforosem, uchodzącym za opiekuńcze bóstwo Celtów z Azji Mniejszej, następnie przetworzonym na gruncie grecko-celtyckiego synkretyzmu w III wieku p.n.e. Łączy je z nim zarówno ubiór, jak i liczne wyobrażenia w postaci dziecka. Istnieje pogląd, że na obszarze Europy „zakapturzone duszki” stanowią galijską adaptację Telesforosa. Choć spotykane są pojedyncze wyobrażenia cucullatusa, istotne znaczenie ma częstsze jego występowanie w potrójnej postaci, gdyż liczba trzy miała dla Celtów znaczenie magiczne (być może apotropaiczne).

## Ikonografia
Reprezentatywny zbiór przedstawień z rzymskiego Corinium w muzeum w Cirencester pokazuje te bóstwa zarówno pojedynczo, jak i potrójnie lub bardzo często w asyście tzw. bogiń-matek (Deae Matres, także w potrójnej postaci), których kult był podobnie popularny na obszarze Brytanii. Wszystkie cucullati odziane są w obszerne, krótsze lub dłuższe peleryny z kapturem, a ich krągłe twarze o mocnych rysach nie zdradzają wieku ani nawet płci; zazwyczaj są to osoby dorosłe, choć spotykane są wyobrażenia jako dzieci. Podobny charakter mają przedstawienia znalezione na Wale Hadriana.

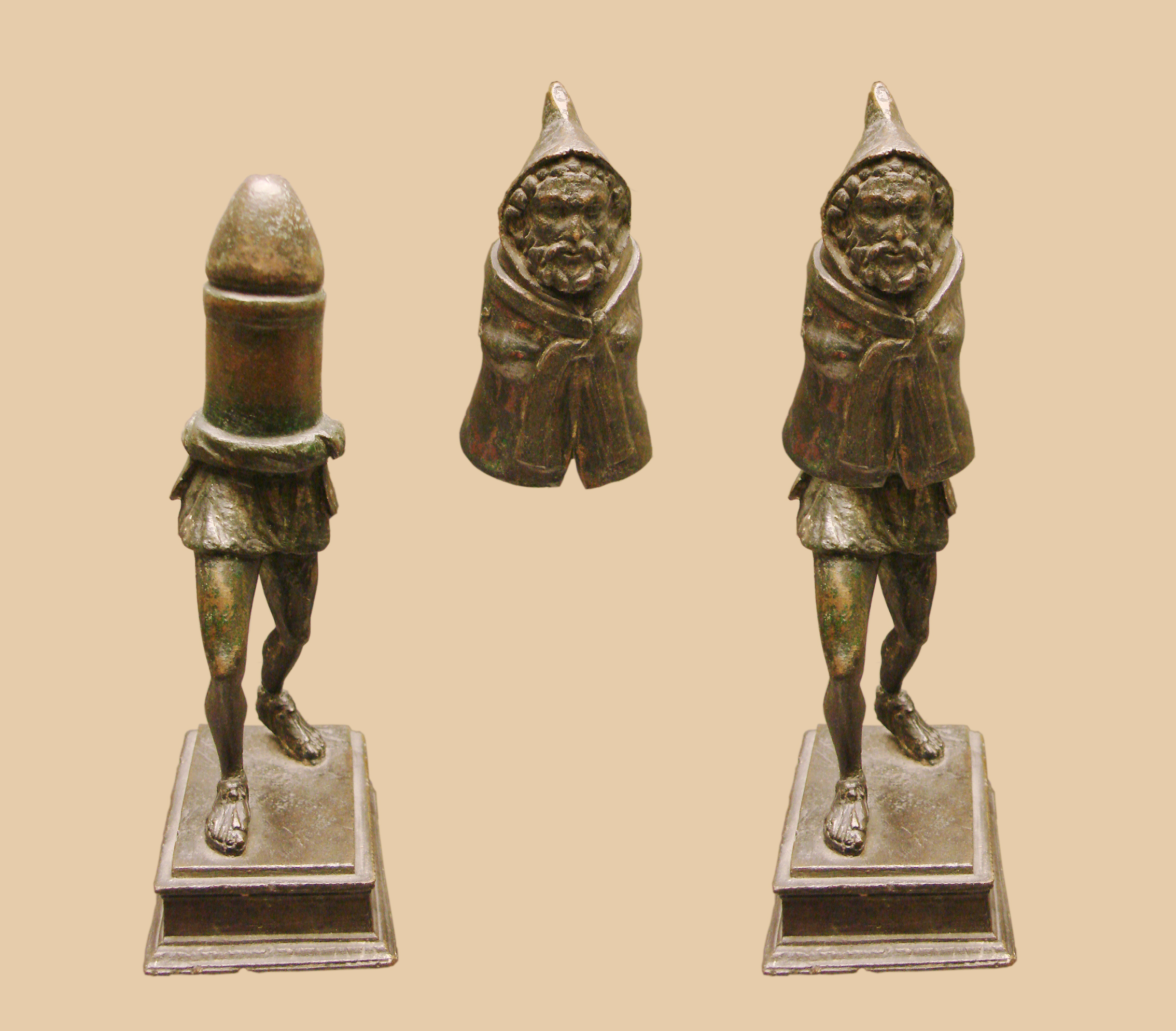
Galijska statuetka z Rivery (Pikardia)

Wielopostaciowość tego bóstwa ma swój odpowiednik w różnorodności kontekstu i atrybutów, z jakimi je przedstawiano. Niektóre cucullati mają w ręku jajo uważane za symbol śmierci, z której odrodzi się życie. Na rzadkich przedstawieniach ukazane są ze sztyletem lub mieczem, co może kojarzyć je z kultem wojowników. Reliefy z Brytanii (Lower Slaughter i Bath) pokazują je z krukowatymi ptakami i symbolem rozety, interpretowanymi jako symbole świata widzialnego i niewidzialnego (życia i śmierci). Na innych płaskorzeźbach karłowate postacie podążają na wschód (Corinium), prowadzone przez barana (Bath), symbolizującego być może przewodnika zmarłych idących ku początkowi nowego życia. Na ułamkach ceramiki z Colchester widoczne są w locie jako współuczestnicy (pomocnicy) polowania. Ponadto pewne zabytki z kontynentu prezentują jawną symbolikę seksualną i np. znane galijskie wyobrażenie w postaci dwuczęściowej figurki fallicznej nasuwa skojarzenie z kultem płodności i rzymskiego Priapa.

## Kult
Poza obszarem rzymskiej Brytanii, gdzie szczególnie oddawano im cześć, znane są też dobrze z Galii i Germanii, na obszarze północnych prowincji cesarstwa spotykane aż po Noricum i Panonię. Charakterystyczne jest, iż brytyjski obszar ich kultowego rozprzestrzenienia dokładnie pokrywa się z obszarem kultu triady Matron w północnej i zachodniej Anglii (zwłaszcza rejon Cirencester). Wiele przedstawień cucullati znaleziono w pasie miejscowości na Wale Hadriana (np. Housesteads, Netherby, Carlisle), co wskazywałoby znacząco na ich popularność wśród wojska. Koneksja dopatrywana jest tu również w samym okryciu cucullus, powszechnie używanym przez żołnierzy.
Kontekst występowania oraz asocjacje wskazują, że to anonimowe bóstwo potrójne należy ogólnie łączyć z pomyślnością, dobrobytem i płodnością. Według dalej idących interpretacji cucullati były uzdrowicielami i wysłannikami świata podziemnego. Jednakże sam fakt, że czczono je w pobliżu źródeł (głównie leczniczych, jak np. w Bath), wskazuje na kojarzenie ich nie tylko ze śmiercią, lecz przede wszystkim z siłami przywracającymi zdrowie i płodność.